# الاشتياق إلى الجارة
الاشتياق إلى الجارة، رواية عربية، للروائي التونسي الحبيب السالمي. صدرت الرواية لأوّل مرة عام 2020 عن دار الآداب في لبنان، ودخلت في القائمة القصيرة للجائزة العالمية للرواية العربية لعام 2021، المعروفة باسم «جائزة بوكر العربية».